# Genzebe Shami
Genzebe Shami Regassa (arab. شومي جينزيب ; ur. 29 stycznia 1991) – reprezentująca Bahrajn lekkoatletka pochodzenia etiopskiego, specjalistka od biegów średnich i długich, uczestniczka igrzysk olimpijskich.
Stawała na podium mistrzostw Azji juniorów z 2010. W 2011 zdobyła złoto w biegu na 1500 metrów podczas mistrzostw Azji w Kobe. Brązowa medalistka światowych wojskowych igrzysk sportowych. Bez powodzenia startowała na światowym czempionacie w Daegu. Zdobywczyni złota i srebra na igrzyskach panarabskich w Dosze. W 2012 sięgnęła po złoto (bieg na 1500 metrów) i srebro (bieg na 800 metrów) podczas halowych mistrzostw kontynentu w Hangzhou. Zdobyła brązowy medal w biegu na 8 kilometrów w trakcie trwania mistrzostw Azji w przełajach. Startowała na igrzyskach olimpijskich w Londynie, na których dotarła do półfinału biegu na 800 metrów oraz odpadła w eliminacjach na 1500 metrów. Brązowa medalistka mistrzostw świata w biegach przełajowych w drużynie seniorek z 2013. Dwa miesiące później została mistrzynią krajów arabskich w biegu na 800 metrów. Wicemistrzyni Azji z lipca 2013.

## Osiągnięcia
| Rok  | Impreza                                   | Miejsce        | Konkurencja                  | Lokata      | Wynik   |
| ---- | ----------------------------------------- | -------------- | ---------------------------- | ----------- | ------- |
| 2010 | Mistrzostwa świata w biegach przełajowych | Bydgoszcz      | bieg juniorek (6 kilometrów) | 17. miejsce | 20:08   |
| 2010 | Mistrzostwa Azji juniorów                 | Hanoi          | bieg na 1500 metrów          | 1. miejsce  | 4:30,75 |
| 2010 | Mistrzostwa Azji juniorów                 | Hanoi          | bieg na 3000 metrów          | 2. miejsce  | 9:37,57 |
| 2010 | Igrzyska azjatyckie                       | Kanton         | bieg na 800 metrów           | 8. miejsce  | 2:08,38 |
| 2011 | Mistrzostwa świata w biegach przełajowych | Punta Umbría   | bieg seniorek (8 kilometrów) | 30. miejsce | 26:58   |
| 2011 | Mistrzostwa Azji                          | Kobe           | bieg na 800 metrów           | 5. miejsce  | 2:03,39 |
| 2011 | Mistrzostwa Azji                          | Kobe           | bieg na 1500 metrów          | 1. miejsce  | 4:15,91 |
| 2011 | Światowe igrzyska wojskowych              | Rio de Janeiro | bieg na 1500 metrów          | 3. miejsce  | 4:16,31 |
| 2011 | Mistrzostwa świata                        | Daegu          | bieg na 1500 metrów          | eliminacje  | 4:12,32 |
| 2011 | Igrzyska panarabskie                      | Doha           | bieg na 800 metrów           | 2. miejsce  | 2:07,19 |
| 2011 | Igrzyska panarabskie                      | Doha           | bieg na 1500 metrów          | 1. miejsce  | 4:20,07 |
| 2012 | Halowe mistrzostwa Azji                   | Hangzhou       | bieg na 800 metrów           | 2. miejsce  | 2:05,96 |
| 2012 | Halowe mistrzostwa Azji                   | Hangzhou       | bieg na 1500 metrów          | 1. miejsce  | 4:15,85 |
| 2012 | Mistrzostwa Azji w biegach przełajowych   | Qingzhen       | bieg na 8 kilometrów         | 3. miejsce  | 26:59   |
| 2012 | Igrzyska olimpijskie                      | Londyn         | bieg na 800 metrów           | półfinał    | 2:01,76 |
| 2012 | Igrzyska olimpijskie                      | Londyn         | bieg na 1500 metrów          | eliminacje  | 4:14,02 |
| 2013 | Mistrzostwa świata w biegach przełajowych | Bydgoszcz      | bieg seniorek (8 kilometrów) | 41. miejsce | 25:59   |
| 2013 | Mistrzostwa świata w biegach przełajowych | Bydgoszcz      | drużyna seniorek             | 3. miejsce  |         |
| 2013 | Mistrzostwa panarabskie                   | Doha           | bieg na 800 metrów           | 1. miejsce  | 2:09,30 |
| 2013 | Mistrzostwa Azji                          | Pune           | bieg na 800 metrów           | 2. miejsce  | 2:04,16 |
| 2013 | Igrzyska solidarności islamskiej          | Palembang      | bieg na 800 metrów           | 4. miejsce  | 2:11,08 |
| 2013 | Igrzyska solidarności islamskiej          | Palembang      | bieg na 1500 metrów          | 7. miejsce  | 4:27,28 |
| 2014 | Igrzyska azjatyckie                       | Inczon         | bieg na 800 metrów           | 5. miejsce  | 2:03,83 |

## Rekordy życiowe
- Bieg na 800 metrów – 2:01,18 (2012)
- Bieg na 800 metrów (hala) – 2:05,96 (2012)
- Bieg na 1500 metrów – 4:05,16 (2012)
- Bieg na 1500 metrów (hala) – 4:15,85 (2012)
- Bieg na 3000 metrów – 9:37,57 (2010)